# Uromyces martinii
Uromyces martinii ist eine Ständerpilzart aus der Ordnung der Rostpilze (Pucciniales). Der Pilz ist ein Endoparasit der Korbblütlergattung Melanthera. Symptome des Befalls durch die Art sind Rostflecken und Pusteln auf den Blattoberflächen der Wirtspflanzen. Sie kommt in Florida und auf Kuba vor.

## Merkmale

### Makroskopische Merkmale
Uromyces martinii ist mit bloßem Auge nur anhand der auf der Oberfläche des Wirtes hervortretenden Sporenlager zu erkennen. Sie wachsen in Nestern, die als gelbliche bis braune Flecken und Pusteln auf den Blattoberflächen erscheinen.

### Mikroskopische Merkmale
Das Myzel von Uromyces martinii wächst wie bei allen Uromyces-Arten interzellulär und bildet Saugfäden, die in das Speichergewebe des Wirtes wachsen. Ihre Spermogonien wachsen oberseitig auf der Oberfläche der Wirtsblätter. Die blattunterseitig wachsenden Aecien der Art sind klein und stehen in kleinen Gruppen. Ihre hyalinen Aeciosporen sind 19–23 × 16–19 µm groß, kugelig bis ellipsoid und warzig. Die blattunterseitig wachsenden Uredien des Pilzes sind hell zimtbraun. Die hell zimt- bis goldbraunen Uredosporen der Art sind 20–24 × 20–22 µm groß, dreieckig eiförmig bis breitellipsoid und stachelwarzig. Die blattunterseitig wachsenden Telien der Art sind schokoladenbraun, pulverig und unbedeckt. Die kastanienbraunen Teliosporen sind einzellig, in der Regel breit eiförmig bis breitellipsoid, runzlig und meist 29–33 × 22–26 µm groß. Ihre Stiele sind meist farblos und bis zu 50 µm lang.

## Verbreitung
Das bekannte Verbreitungsgebiet von Uromyces martinii umfasst das südliche Florida, aber auch Kuba.

## Ökologie
Die Wirtspflanzen von Uromyces martinii sind Melanthera hastata und M. parvifolia. Der Pilz ernährt sich von den im Speichergewebe der Pflanzen vorhandenen Nährstoffen, seine Sporenlager brechen später durch die Blattoberfläche und setzen Sporen frei. Die Art durchläuft einen makrozyklischen Entwicklungszyklus mit Spermogonien, Aecien, Telien und Uredien. Als autoöker Parasit macht sie keinen Wirtswechsel durch.